# Аникеевка (Майнский район)
Аникеевка — упразднённая деревня в Майнском районе Ульяновской области РСФСР СССР, на территории Майнского городского поселения.

## География
Деревня находилась примерно в 2 км северо-западнее села Репьёвка Колхозная, в 20 км к юго-западу от районного центра, на реке Аникеевке, впадавшей в реку Майну.

## История
Деревня предположительно была основана в начале XVIII века.
В 1780 году деревня Аникеевка, при Белом ключе, помещиковых крестьян, из Симбирского уезда вошло в состав Тагайского уезда. В 1796 году — в Карсунском уезде.
В конце XVIII — начале XIX вв. здесь находились имения дворян Мачуговских и помещика Никиты Никитича Философова.
На 1859 год деревня Аникеевка, при ключе Белом, в 1-м стане по левую сторону на коммерческом тракте в г. Сызрань.
В 1913 году в сельце Аникеевка было 88 дворов. К сельцу Аникеевка примыкала одноимённая деревня, в которой было ещё 67 дворов и 391 жителей. Сельцо и деревня относились к Анненковской волости.
На 1930 год сельцо Аникеевка и деревня Аникеевка входили в состав Репьёвского сельсовета.
В конце 1950-х — начале 1960-х гг., ввиду укрупнения колхозов, в состав села Репьёвка Колхозная вошли сельцо и одноимённая деревня. Ныне — улица Назарьева.

## Население
- На 1780 год — 198 ревизских душ[3];
- На 1859 год — в 76 дворах жило: 300 м. и 310 ж.[4];
- На 1900 год — 69 дворах жило: 323 м. и 346 ж.[7];
- В 1913 году в сельце проживало 219 м. и 211 ж. (430 человек)[5].
- На 1930 год — в 117 дворах жило 567 человек, в деревне — 97 дворов 310 человек[6].

## Известные уроженцы, жители
- Аникеевка — родина русского писателя и публициста, драматурга и художника, общественного деятеля Назарьева В. Н.[2][8]
- В конце XVIII — начале XIX вв. в своём имении жил известный в Симбирской губернии помещик Никита Никитич Философов, который в 1808—1811 и 1815—1816 гг. избирался предводителем дворянства Карсунского уезда. Н. Н. Философов был женат на Марфе Михайловне Карамзиной (1770-е—1821), родной сестре историка Николая Михайловича Карамзина со стороны отца, двоюродной сестре писателя И. И. Дмитриева[2].